# タンジク島
タンジク島(アレウト語:Tan'gax')とは、アリューシャン列島フォックス諸島を構成する一つの島である。

## 地理
アクン島のクロス湾南東約1.5kmに位置している。周囲約800mの小島である。近くにはポア島がある。

## 歴史
1852年、ロシアのMichail Dmitrievič Teben'kovによって記録されている。